# سلمکی باغی
سلمکی باغی، اسفناج کوهی (نام علمی: Atriplex hortensis) نام یک گونه از سرده سلمکی است.